# چشمه زندگی
چشمهٔ زندگی نام یک مجموعهٔ تلویزیونی ایرانی به کارگردانی «حمید خیرالدین» است که در سال ۱۳۷۱ تولید و از  شبکه ۲ سیمای جمهوری اسلامی ایران پخش گردید.

## خلاصه داستان
یک معلم تبعیدی پس از طی مسیری سخت و ناهموار در زمستانی سرد، وارد روستایی دورافتاده و محروم در جنوب خراسان می‌شود و تلاش خستگی‌ناپذیری را برای خدمت و کمک به اهالی آن منطقه آغاز می‌کند. در میان دانش آموزان او، پسری به نام «احمد» وجود دارد که سخت دلبستهٔ نواختن دوتار است و همین موضوع باعث شده است تا در سایر درس‌های خود - بویژه درس ریاضیات - دچار مشکل باشد. معلم برای تبیه احمد، دوتار او را می‌شکند و با پرخاش به او می‌گوید تا زمانی که درس ریاضی را فرا نگرفته، اجازه ندارد به کلاس برگردد. احمد سر به کوه می‌گذارد و خواهرش «نرگس» برای بازگرداندن او راهی کوه و جنگل می‌شود. از طرفی «اسفندیار» برادر بزرگتر احمد که از معلمِ تازه‌وارد دلِ خوشی ندارد، موقعیت را برای انتقام‌جویی مناسب می‌بیند و از اینجاست که سیر حوادثِ فراوانِ بعدی، آغاز می‌گردد...

## بازیگران و عوامل تولید

### بازیگران
- جهانگیر الماسی
- فریبرز عرب‌نیا
- آتنه فقیه‌نصیری
- حسین خانی‌بیک
- فریده سپاه‌منصور
- رسول نجفیان[۲]
- مهدی میامی[۲]
- ابوالفضل غلامرضایی
- سیما دل‌افروز

### عوامل تولید
- نویسنده و کارگردان: حمید خیرالدین
- تصویربردار: مرتضی پورصمدی
- تدوین: اسماعیل رحیم‌زاده
- موسیقی: انتخابی
- تهیه‌کننده: جواد ظهیری
- فرمت پرونده: ۳۵ میلیمتری
- مدت زمان: ۳۰۰ دقیقه
- تعداد قسمت‌ها: ۶ قسمت
- محصول: گروه فیلم و سریال و تئاتر شبکه ۲ سیمای جمهوری اسلامی ایران
- سال تولید: ۱۳۷۱